# 粗齿水东哥
粗齿水东哥（学名：Saurauia erythrocarpa var. grosseserrata）为猕猴桃科水东哥属下的一个变种。

## 扩展阅读
- 維基物種上的相關：粗齿水东哥